# Demokrit
 Der er for få eller ingen kildehenvisninger i denne artikel, hvilket er et problem. Du kan hjælpe ved at angive troværdige kilder til de påstande, som fremføres i artiklen.

Demokrit (græsk: Δημόκριτος, Dēmokritos, "folkevalgt"; latin: Democritus) var en græsk filosof fra Abdera født omkring 460 f.Kr.

## Liv
Demokrit blev født i Abdera i Thrakien, en jonisk koloni i Teos. Hans fødselsår var ifølge Apollodorus 460 f.Kr. Dette er mere sandsynligt end Thrasyllus' placering af den ti år tidligere. Hans far var rig. Det blev sagt, at han modtog Xerxes på hans rejse gennem Abdera. Demokrit brugte den arv, som hans far efterlod ham, på rejser til fjerne lande for at slukke sin tørst efter viden. Han rejste til Asien og siges endda at have nået Indien og Etiopien. Vi ved, at han skrev om Babylon og Meroe. Han skal også have besøgt Egypten, og Diodor sagde, at han boede der i fem år. Han erklærede, at der ikke blandt hans jævnaldrende var nogen, der havde gjort længere rejser, set flere lande, eller havde mødt flere akademikere end ham selv. Han nævner især de egyptiske matematikere, hvis viden han roser. Theophrastos talte også om ham som en mand, der havde set mange lande. Under sine rejser blev han ifølge Diogenes Laertius bekendt med "den kaldæiske magi".
Demokrit skrev et betydeligt antal værker om fysik, kosmologi, geologi, medicin, etik og politik, men alle er gået tabt. Kun omkring 300 fragmenter af hans skrifter har overlevet, mange er senere samleres gengivelser af hans arbejder. 

## Filosofi
Hvor hans noget ældre samtidige Sokrates mente, at al kundskab er kundskab om sandheden, skrev Demokrit: "En mand må lære ud fra det princip, at han står sandheden fjernt." Denne skepsis til sandheden og absolutter overhovedet præger hele hans tænken: "Vi ved intet sikkert om noget, men for hver af os er vore meninger en genordning af vor sjæls bestanddele." Han troede ikke på Sokrates' idé om at mennesker blev gode, hvis blot de havde kundskab, eller at et samfund kunne lykkes derved, for: "Der findes intet middel i vor tids samfund, som kan standse funktionærers forkerte handlinger, hvor godhjertede de så end er." I Demokrits øjne kunne man altså være god, men alligevel i stand til at handle forkert. Han skrev: "Fattigdom i et demokrati er at foretrække for såkaldt velstand blandt diktatorer, ligesom frihed er at foretrække for slaveri." For ham var "den veldrevne polis den største kilde til succes, og alt afhænger deraf." Ledelsen skulle lægge vægt på at uddele midler til de fattige, gøre dem tjenester og være venlig mod dem, "så er resultatet medfølelse, isolationens ophør, dannelse af kammeratskab, gensidig hjælp og enighed mellem borgerne". Demokrit anså den politiske proces som et praktisk foretagende, ikke et teoretisk rammeværk, men hans synspunkter kom til at fejes helt væk af Plato. 

## Atomteorien
Demokrit er kendt for sin teori om, at alting kan deles i stadig mindre stykker indtil en nedre grænse. De mindste stykker kaldte han for atomer.
Demokrit menes at have udviklet sin teori som et svar til den tidligere filosof Parmenides' teori om, at "intet kommer af intet", og dermed at forandring ikke er mulig.
Gennem sin atomteori mente Demokrit at have skabt en begrebsramme, som kunne forklare forandring. Når atomerne samledes i større klumper (fx blev til synlige ting) eller spredtes igen, ville ting opstå, ændre sig eller helt forsvinde. Atomerne ville kunne genbruges til andre ting. De udelelige atomer ville altså altid bestå, og dermed ville "intet komme af intet", men forandring ville stadig være mulig.